# Pidhirne (okres Chust)
Pidhirne (ukrajinsky Підгірне, rusínsky Пудгӯрноє, maďarsky Oláhcsertész, česky Volosknebo Voloské) je obec v iršavské městské komunitě v okrese Chust v Zakarpatské oblasti Ukrajiny. V roce 2001 zde žilo 1057 obyvatel.

## Historie
Území obce bylo osídleno již v pravěku. Do uzavření Trianonské smlouvy byla obec součástí Uherska, poté byla pod názvem Volosk součástí Československa. V roce 1921 zde stálo 143 domů a žilo zde 735 obyvatel, z toho 654 Rusínů a 81 Židů. V roce 1945 byla obec přičleněna k Ukrajinské sovětské socialistické republice, která byla součástí Sovětského svazu, nakonec od roku 1991 je součástí samostatné Ukrajiny.

## Osobnosti
- Jan Demčík (1913–2005), příslušník 1. československého armádního sboru, spisovatel.[3]